# 인천삼목초등학교 장봉분교
인천삼목초등학교 장봉분교는 대한민국 인천광역시 옹진군 북도면 장봉리에 있는 공립 초등학교이다.

## 학교 연혁
- 1935년 9월 10일: 부천군 북도공립보통학교 개교
- 1936년 1월 5일: 신축 교사에서 개교식
- 1938년 3월 25일: 제1회 졸업식(남 26명, 여 4명, 총 30명)
- 1938년 4월 1일: 북도공립심상소학교로 개칭
- 1941년 4월 1일: 북도공립국민학교로 개칭
- 1947년 4월 10일: 장봉국민학교로 개칭
- 1980년 3월 1일: 옹암분교장 개교
- 1981년 3월 1일: 병설유치원 개원
- 1991년 3월 1일: 옹암분교장 통폐합, 16인승 통학차량 지원
- 1996년 3월 1일: 장봉초등학교로 개칭
- 1999년 3월 1일: 인천도화초등학교 장봉분교장으로 편입
- 2006년 9월 1일: 급식소 개관
- 2007년 3월 1일: 인천삼목초등학교 장봉분교장으로 명칭변경
- 2007년 12월 15일: 상수도관 교체 및 교사주변 하수관로 준공
- 2012년 3월 1일: 제4대 공모 이신근 교장 취임
- 2013년 3월 1일: 복식3학급 편성 제5대 김순희 교장 취임
- 2016년 3월 1일: 복식2학급 편성
- 2017년 6월: 학교환경정비(학교담장설치)

## 참고 자료
- 인천삼목초등학교장봉분교장 - 한국교육학술정보원 학교알리미